# Herbert A. Simon
Herbert Alexander Simon (15. června 1916 Milwaukee, Wisconsin, USA – 9. února 2001, Pittsburgh, Pensylvánie) byl americký vědec, který se zabýval počítačovou vědou, kognitivní psychologií, ekonomikou a filozofií. Položil základy rozhodovacího přístupu k managementu, který považuje rozhodování za podstatnou část řízení. V roce 1978 obdržel Nobelovu cenu za ekonomii za průkopnický výzkum rozhodovacích procesů v rámci organizace a v roce 1975 Turingovu cenu.
Společně s Richardem Cyertem a James G. Marchem přišli v padesátých až šedesátých letech 20. století s kritikou teorie racionálního rozhodování. Jak uvádí Simon ve svých publikacích, objektivně racionální rozhodování je nereálné, protože klade přehnané požadavky na kognitivní schopnosti rozhodovatele. Rozhodování je determinované předpoklady subjektu rozhodování – schopnosti, vědomosti, osobními cíli a zájmy, okamžitým stavem – psychologickým rozpoložením, náladou a objektivními podmínkami materiální a nemateriální povahy.
V oboru psychologie byl 37. nejcitovanějším autorem ve 20. století.

## Život

### Mládí
Herbert Alexander Simon se narodil ve městě Milwaukee ve státě Wisconsin 15. června 1916. Jeho otec, Arthur Simon (1881–1948) byl židovský elektrotechnik, který přišel do Spojených států přišel z Německa v roce 1903 poté, co získal inženýrský titul na univerzitě Technische Hochschule. Jeho matka, Edna Marguerite Merkelová (1888–1969), byla uznávanou pianistkou, jejíž předkové pocházeli z Prahy a Kolína nad Rýnem. Stejně jako jeho otec, tak i jeho matka pocházela z rodiny židovského, luteránského a katolického původu.

### Vzdělání
Simon navštěvoval veřejné školy v Milwaukee, kde se začal zajímat o vědu a prosadil se jako ateista. Na rozdíl od většiny dětí ho jeho rodina seznámila s myšlenkou, že lidské chování lze studovat vědecky; jedním z jeho prvních vlivů se stal mladší bratr jeho matky Harold Merkel (1892–1922), který studoval ekonomii na Univerzitě Madison ve Wisconsinu pod vedením Johna R. Commonse . Prostřednictvím Haroldových knih o ekonomii a psychologii objevil sociální vědy. Mezi jeho nejranější vlivy Simon uvedl Normana Angella a jeho knihu Velká iluze a Henryho George a jeho knihu Pokrok a chudoba.
V roce 1933 Simon vstoupil na univerzitu v Chicagu a rozhodl se studovat společenské vědy a matematiku. Simon se zajímal o studium biologie, ale kvůli své „barvosleposti a nešikovnosti v laboratoři“ se tomuto oboru nechtěl věnovat. V raném věku se Simon dozvěděl, že je barvoslepý, a objevil, že vnější svět není stejný jako svět vnímaný. Během studia se Simon soustředil na politologii a ekonomii. Simonovým nejdůležitějším mentorem byl matematický ekonom Henry Schultz. Simon získal svůj titul Bc. v roce 1936 a titul Ph.D. v roce 1943 v oboru politologie na univerzitě v Chicagu, kde studoval u Harolda Lasswella, Nicolase Rashevského, Rudolfa Carnapa, Henryho Schultze a Charlese Edwarda Merriama.  

### Osobní život
V roce 1938 se Simon oženil s Dorotheu Pye. Jejich manželství trvalo 63 let až do jeho smrti. V lednu 2001 podstoupil Simon operaci v UPMC Presbyterian, aby mu odstranili rakovinový nádor v břiše. Ačkoli operace byla úspěšná, Simon později podlehl komplikacím, které následovaly. Měli tři děti, Katherine, Petera a Barbaru. Jeho manželka zemřela v roce 2002.
Simon měl velký zájem o umění, protože byl klavíristou. Byl přítelem Roberta Leppera  a Richarda Rappaporta. Byl také horlivým horolezcem.

## Kariéra a výzkum
V letech 1942 až 1949 působil jako profesor politologie a pracoval také jako předseda katedry na Illinois Institute of Technology v Chicagu. Tam se začal účastnit seminářů pořádaných pracovníky Cowlesovy komise, kteří v té době byli Trygve Haavelmo, Jacob Marschak a Tjalling Koopmans. Začal tak hloubkové studium ekonomie v oblasti institucionalismu.
Od roku 1949 do roku 2001 působil Simon na fakultě Carnegie Mellon. V roce 1949 se Simon stal předsedou katedry průmyslového managementu na Carnegie Tech (později Carnegie Mellon University). Později také učil psychologii a informatiku na stejné univerzitě.

### Rozhodování (desicion – making)
Kniha Administrative Behavior,  poprvé publikována v roce 1947 a aktualizovaná v průběhu let, byla založena na Simonově disertační práci, která sloužila jako základ pro jeho celoživotní dílo. Středobodem této knihy jsou behaviorální a kognitivní procesy lidí, kteří činí racionální rozhodnutí. Podle jeho definice by operativní rozhodnutí mělo být správné a účinné a jeho provádění musí být praktické pomocí souboru koordinovaných prostředků.
Simon uznal, že teorie správy je do značné míry teorií rozhodování člověka, a jako taková musí být založena jak na ekonomii, tak na psychologii. Říká: "[Kdyby] neexistovaly žádné limity lidské racionality, administrativní teorie by byla neúrodná. Skládala by se z jediného pravidla: Vždy si vyberte tu alternativu, která je k dispozici, která povede k nejúplnějšímu dosažení vašich cílů."
Simon definoval, že úkolem racionálního rozhodování je vybrat alternativu, která vede k preferovanějšímu souboru všech možných důsledků. Správnost správních rozhodnutí byla tedy měřena pomocí:
- Přiměřenost dosažení požadovaného cíle
- Účinnost, s níž byl získán výsledek

Úkol volby byl rozdělen do tří požadovaných kroků:
- Identifikace a seznam všech alternativ
- Stanovení všech důsledků vyplývajících z každé z alternativ;
- Porovnání přesnosti a účinnosti každé z těchto sad důsledků

Kterýkoli jednotlivec nebo organizace, kteří by se pokusili implementovat tento model v reálné situaci, by nemohli splnit tyto tři požadavky. Simon tvrdil, že znalost všech alternativ nebo všech důsledků, které z každé alternativy vyplývají, je v mnoha realistických případech nemožná.
Simon následoval Chestera Barnarda, který zdůraznil, že „rozhodnutí, která jednotlivec učiní jako člen organizace, jsou zcela odlišná od jeho osobních rozhodnutí“. Je možné určit osobní volbu, zda se jednotlivec připojí ke konkrétní organizaci. Jako člen organizace však tento jedinec rozhoduje nikoli ve vztahu k osobním potřebám, ale v neosobním smyslu jako součást organizačního záměru, účelu a účinku. Organizační pobídky, odměny a sankce jsou navrženy tak, aby tuto identifikaci formovaly, posilovaly a udržovaly.
Simon viděl dva univerzální prvky lidského sociálního chování jako klíčové pro vytvoření možnosti organizačního chování u lidských jedinců: autorita (řešena v kapitole VII – Role autority) a loajalita a identifikace (řešeno v kapitole X: loajalita, a organizační identifikace).
Autorita je dobře prostudovaný primární znak organizačního chování, který je v organizačním kontextu jasně definován jako schopnost a právo jedince vyšší hodnosti řídit rozhodnutí jedince nižší hodnosti.
Loajalitu definoval Simon jako „proces, při kterém jednotlivec nahrazuje organizační cíle svými vlastními cíli jako hodnotové indexy, které určují jeho organizační rozhodnutí“. To znamená vyhodnocení alternativních voleb z hlediska jejich důsledků pro skupinu, nikoli pouze pro sebe nebo rodinu.
Rozhodování může být složitou příměsí faktů a hodnot. Informace o faktech, zejména empiricky prokázaná fakta nebo fakta odvozená ze specializovaných zkušeností, se při výkonu autority přenášejí snadněji než vyjádření hodnot. Simon se primárně zajímá o identifikaci jednotlivých zaměstnanců s organizačními cíli a hodnotami.
Simon kritizoval elementární chápání rozhodování tradiční ekonomie a tvrdí, že „je příliš rychlé na to, aby vytvořil idealistick, nerealistický obraz rozhodovacího procesu a poté na základě tohoto nerealistického obrazu předepisoval“.

### Sociologie a ekonomie
Simonovi byla připsána revoluční změna v mikroekonomii. Je odpovědný za koncept organizačního rozhodování, jak je dnes znám. Byl také prvním, kdo diskutoval o tomto konceptu z hlediska nejistoty; tj. je nemožné mít v daném okamžiku dokonalé a úplné informace k rozhodnutí. I když tato představa nebyla úplně nová, Simon je považován za původce. Právě v této oblasti mu byla v roce 1978 udělena Nobelova cena.
Simon dále zdůraznil, že psychologové se dovolávají „procedurální“ definice racionality, zatímco ekonomové používají „věcnou“ definici. Gustavos Barros tvrdil, že koncept procedurální racionality nemá v oblasti ekonomiky významnou přítomnost a nikdy neměl takovou váhu jako koncept omezené racionality. Nicméně v dřívějším článku Manjul Bhargava (1997) poukázal na důležitost Simonových argumentů a zdůraznil, že v ekonometrických analýzách údajů o zdraví existuje několik aplikací „procedurální“ definice racionality. Ekonomové by měli zejména využívat „pomocné předpoklady“, které odrážejí znalosti v příslušných biomedicínských oborech, a řídit se specifikací ekonometrických modelů výsledků v oblasti zdraví.
Simon byl také známý svým výzkumem průmyslové organizace. Zjistil, že vnitřní organizace firem a jejich externí obchodní rozhodnutí neodpovídají neoklasickým teoriím „racionálního“ rozhodování. Simon během svého života na toto téma napsal mnoho článků, zaměřil se hlavně na otázku rozhodování v rámci chování toho, co nazval „ omezenou racionalitou “.
Simon zjistil, že nejlepším způsobem, jak studovat tyto oblasti, jsou počítačové simulace. Jako takový, on vyvinul zájem o informatiku. Simonovy hlavní zájmy v počítačové vědě byly umělá inteligence, interakce člověka s počítačem, principy organizace lidí a strojů jako systémů zpracování informací, využití počítačů ke studiu (modelování) filozofických problémů povahy inteligence a epistemologie, a sociální důsledky počítačové technologie.
V mládí se Simon začal zajímat o ekonomiku půdy a georgismus, což byl v té době známý nápad jako „jednotná daň“. Účelem systému je přerozdělit nezasloužené ekonomické nájemné veřejnosti a zlepšit využívání půdy. V roce 1979 Simon tyto myšlenky stále udržoval a tvrdil, že daň z nemovitých věcí by měla nahradit daně ze mzdy.
Část Simonova ekonomického výzkumu směřovala k porozumění technologickým změnám obecně a zejména revoluci zpracování informací.

### Umělá inteligence
Simon byl průkopníkem v oblasti umělé inteligence. Společně s Allenem Newellem v roce 1956 vytvořil počítačový program Logic theory machine a v roce 1957 program GPS (General problem solver). Oba programy byly vyvinuty pomocí jazyka Information Processing Language (IPL) vyvinutého Newellem, Cliffem Shawem a Simonem v roce 1956.
Na počátku šedesátých let psycholog Ulric Neisser tvrdil, že zatímco stroje jsou schopné replikovat chování „cold cognition“, jako je uvažování, plánování, vnímání a rozhodování, nikdy nebudou schopny replikovat chování „hot cognition“, jako je bolest, potěšení, touha a další emoce. Simon reagoval na Neisserovy názory v roce 1963 napsáním článku o emočním poznání, který aktualizoval v roce 1967 a publikoval v Psychological Review. Simonova práce na emočním poznávání byla výzkumnou komunitou pro umělou inteligenci několik let do značné míry ignorována, ale následná práce na emocích Aarona Slomana a Rosalind Picardové pomohla znovu zaměřit pozornost na jeho práci, která nakonec velmi ovlivnila toto téma.
S Allenem Newellem vyvinul Simon teorii pro simulaci chování při řešení lidských problémů pomocí produkčních pravidel.  Studie řešení lidských problémů vyžadovala nové druhy lidských měření a spolu s Andersem Ericssonem vyvinul Simon experimentální techniku analýzy verbálního protokolu. Simon se zajímal o roli znalostí v odborných znalostech. Řekl, že stát se odborníkem na dané téma vyžadovalo přibližně desetileté zkušenosti a on a jeho kolegové odhadli, že odborné znalosti byly výsledkem učení zhruba 50 000 kusů informací.
Spolu s Allenem Newellem mu byla v roce 1975 udělena Turingova cena . „Ve společném vědeckém úsilí trvajícím déle než dvacet let, původně ve spolupráci s Cliffem Shawem ve společnosti RAND Corporation, a následně s mnoha zaměstnanci a studenty z Carnegie Mellon University, zásadním způsobem přispěli k umělé inteligenci a psychologii lidského poznání.“ 

### Psychologie
Simon se zajímal o to, jak se lidé učí, a spolu s Edwardem Feigenbaumem vyvinul teorii EPAM (Elementary Perceiver and Memorizer), což je jedna z prvních teorií učení, která má být implementována jako počítačový program. EPAM dokázal vysvětlit velké množství jevů v oblasti verbálního učení. Pozdější verze modelu byly použity při tvorbě konceptů a získávání odborných znalostí. S Fernandem Gobetem rozšířil teorii EPAM do výpočetního modelu CHREST.  Teorie vysvětluje, jak jednoduché kousky informací tvoří stavební bloky schémat, což jsou složitější struktury.

## Ocenění a vyznamenání
Během života získal řadu významných ocenění a vyznamenání. V roce 1959 se stal členem Americké akademie umění a věd a v roce 1994 členem ACM (Associations for Computing Machinery).

#### Významná ocenění
- 1969 – cena APA za významné vědecké poznatky v psychologii
- 1975 – Turingova cena za významné příspěvky v oblasti umělé inteligence
- 1978 – Nobelova cena za ekonomii
- 1986 – Národní vyznamenání za vědu
- 1993 – cena APA za významné celoživotní příspěvky v psychologiii

## Vybrané publikace
Simon byl autorem 27 knih a stovek článků. Od roku 2016 byl Simon nejvíce citovanou osobou v oblasti umělé inteligence a kognitivní psychologie ve službě Google Scholar. S téměř tisíci vysoce citovanými publikacemi byl jedním z nejvlivnějších sociálních vědců dvacátého století.

### Knihy
- 1947 – Administrative Behavior: A Study of Decision-Making Processes in Administrative Organization – 4th ed. in 1997, The Free Press
- 1969 – The Scinces of the Artificial – MIT Press, Cambridge, Mass, 1st edition
- 1972 (společně s Allenem Newellem) – Human Problem Solving – Prentice Hall, Englewood Cliffs, NJ, (1972).
- 1991 – Models of My Life. Basic Books, Sloan Foundation Series. Jeho autobiografie.
- 2008 – Economics, Bounded Rationality and the Cognitive Revolution. Edward Elgar Publishing, ISBN 1847208967.

### Články
- 1955 – "A Behavioral Model of Rational Choice Archivováno 3. 2. 2020 na Wayback Machine.", Quarterly Journal of Economics, vol. 69, 99–118.
- 1967 – "Motivational and emotional controls of cognition Archivováno 3. 2. 2020 na Wayback Machine.", Psychological Review, vol. 74, 29–39, reprinted in Models of Thought Vol 1.
- 1972. "Theories of Bounded Rationality", Chapter 8 in C. B. McGuire and R. Radner, eds., Decision and Organization, Amsterdam: North-Holland Publishing Company.
- 1985 – "Human Nature in Politics: The Dialogue of Psychology with Political Science" Archivováno 3. 2. 2020 na Wayback Machine., The American Political Science Review, vol. 79, no. 2 (Jun., 1985), pp. 293–304
- 1992 – "What is an "Explanation" of Behavior?" Psychological Science, 3(3), 150–161
- 1995 (with Peter C. H. Cheng). "Scientific discovery and creative reasoning with diagrams" Archivováno 3. 2. 2020 na Wayback Machine., in S. M. Smith, T. B. Ward & R. A. Finke (Eds.), The Creative Cognition Approach (pp. 205–228). Cambridge, MA: MIT Press.